# Dieter Rohloff
Dieter Rohloff (* 3. November 1938 in Ebenrode, Ostpreußen; † 14. Dezember 2011) war ein deutscher Politiker (Bündnis 90/Die Grünen) und Mitglied des Niedersächsischen Landtages.

## Leben
Dieter Rohloff kam als Kind Ende 1945 infolge des Zweiten Weltkrieges über Sachsen nach Wohlenbeck im Kreis Land Hadeln. Er besuchte die Volksschule in Hackemühlen ab 1946 und ab 1950 die weiterführenden Oberschulen in Warstade/Hemmoor und das Athenaeum Stade. Die Hochschulreife erlangte er im Jahr 1960 in Köln. Im Anschluss studierte er  in Bonn, Wuppertal, Uppsala und Göttingen evangelische Theologie, Religionswissenschaft und Pädagogik (ohne Abschluss). Er absolvierte das erste und zweite theologische Examen und erlangte im Jahr 1972 den akademischen Grad Dr. theol. mit seiner Dissertation zum Thema Der Ertrag neuerer Symboltheorien für eine Bestimmung des Symbolbegriffs in der Religion, dargelegt am Kreuz-Symbol und seinen Komplementen. Im Anschluss war er von 1972 bis 1979 in Hermannsburg und Bremen in der Erwachsenenbildung tätig. Ab 1979 arbeitete er als Pastor in Beverstedt, bis er 1980 zum Professor für Sozialpädagogik berufen wurde. Er arbeitete am Institut für Sozial- und Gesundheitswissenschaften Emden der Fachhochschule Emden-Leer.
Rohloff war in zahlreichen Organisationen aktiv, so war er Mitglied in der Gewerkschaft Öffentliche Dienste, Transport und Verkehr, in der  Gesellschaft für bedrohte Völker, im Bund für Umwelt und Naturschutz Deutschland und der Vereinigung Naturschutz Unterweser. Er wirkte in Friedensinitiativen mit und seit 1976 in Bürgerinitiativen und Naturschutzverbänden und beteiligte sich beim Aufbau der Grünen Liste Umweltschutz und der Partei Die Grünen im Landkreis Cuxhaven.
Vom 21. Juni 1982 bis 20. Juni 1986 war Rohloff Mitglied des Niedersächsischen Landtages (10. Wahlperiode), in der Zeit vom 20. Juni 1983 bis 20. Juni 1986 übernahm er den stellvertretenden Vorsitz der Landtagsfraktion der Grünen.
Rohloff war verheiratet und hatte zwei Kinder.